# Кічий Іван Васильович
Кічий Іван Васильович (нар. 28 липня 1943 — 4 лютого 2005) — член правління Всеукраїнської спілки краєзнавців, член Волинського обласного товариства краєзнавців, лауреат премії імені Дмитра Яворницького, заслужений працівник народної освіти України (1993). Учасник багатьох обласних історико-краєзнавчих конференцій «Минуле і сучасне Волині», VI—VIII Подільських, V Вінницької, IV—VI Всеукраїнських наукових конференцій з історії краєзнавства, учасник багатьох інших регіональних, державних та міжнародних семінарів, симпозіумів, конференцій. Автор більше 70-ти публікацій, з яких переважна більшість з історії України та Волинського краю.

## Життєпис
Кічий Іван Васильович народився 28 липня 1943 року у Згоранах Любомльського району. Після закінчення школи працював у колгоспі.
У 1963—1966 рр. перебував на службі в радянській армії. В 1967—1968 рр. працював вихователем Згоранського дитячого санаторію, згодом — вчителем історії Самійличівської восьмирічної школи.
У 1968—1972 рр. навчався на історичному факультеті Луцького державного педагогічного інституту ім. Лесі Українки. В 1976—1979 рр. Іван Кічий — аспірант Інституту історії АН УРСР.
У 1981 році захистив кандидатську дисертацію під керівництвом доктора історичних наук Гамрецького Ю. М. З 1983 року працював на посаді асистента, старшого викладача, з 1986 року — доцента кафедри історії СРСР, а з 1990 року — завідувача кафедри історії України Луцького державного педагогічного інституту імені Лесі Українки. У 1992 році отримав звання професора.
Помер історик 4 лютого 2005 року. Похований, згідно заповіту, у Згоранах Любомльського району, має сина та внуків.
| Володимир Вернадський | Це незавершена стаття про українського науковця. Ви можете допомогти проєкту, виправивши або дописавши її. |